# Bajt Ras
Bajt Ras (arab. بيت راس) – miasto w Jordanii, w muhafazie Irbid. W 2015 roku liczyło 40 871 mieszkańców. W starożytności nosiło nazwę Capitolias (Kapitolias) i było jednym z miast Dekapolu. Jest to obszar biblijnej krainy Gilead, położonej pomiędzy rzekami Arnon i Jarmuk. Miasto założone zostało prawdopodobnie w 97/98 roku n.e. Aż do VIII wieku Capitolias należała do najważniejszych miast Syro-Palestyny. Dzisiaj obszar antycznego miasta pokryty jest zabudową współczesną, poza niewielkim odcinkiem terenu bezpośrednio na zachód od okazałego teatru z okresu rzymskiego (zbudowanego w II wieku n.e.).

## Badania archeologiczne

### Historia badań
Prace archeologiczne na stanowisku rozpoczęto w latach 80. XX wieku, kierowane między innymi przez Cherie J. Lenzen. Od 1983 badania prowadzone przez "Irbid/Beit Ras Project", następnie od 1985 roku przez "Joint Excavation Project" Uniwersytetu Jarmuk, a od lat 60. przez Department of Antiquities of Jordan. W latach 2014–2016 trwały prace polskiej ekspedycji archeologicznej w ramach projektu "Beit Ras (Capitolias): an Archaeological Project".

#### Beit Ras (Capitolias): an Archaeological Project
Projekt Centrum Archeologii Śródziemnomorskiej Uniwersytetu Warszawskiego prowadzony w latach 2014–2016 pod kierunkiem prof. Jolanty Młynarczyk z Instytutu Archeologii UW na stanowisku w Bajt Ras. W 2014 roku przeprowadzono badania geofizyczne, a w latach 2015 i 2016 prace wykopaliskowe. Natrafiono na pozostałości winiarni - między innymi kamienny, wyłożony mozaiką basen. Winiarnia mogła powstać w VI wieku, jednak znajdowane w pobliżu fragmenty potłuczonych amfor, wskazują, że produkcja wina w okolicy musiała trwać jeszcze co najmniej do połowy VIII wieku. W basenie winiarni oraz w położonej nieopodal cysternie odkryto elementy wyposażenia kościoła, którego pozostałości są częściowo widoczne na skraju płaskowyżu powyżej winiarni. Odsłonięto także fragment muru miejskiego oraz pozostałości warsztatów rzemieślniczych. Najprawdopodobniej ta część miasta została zniszczona podczas trzęsienia ziemi w 749 r.